# Circonscription électorale de Kagoshima
La circonscription électorale de Kagoshima (鹿児島県選挙区, Kagoshima-ken senkyo-ku) est une subdivision électorale de la Chambre des conseillers du Japon, représentant la préfecture de Kagoshima. Deux conseillers y sont élus au scrutin uninominal majoritaire à un tour.

## Conseillers
| Série 1                           | Série 1                           | Série 1                         | Série 1                         | Élection                      | Série 2                          | Série 2                          | Série 2                         | Série 2                         |
| 1er (1947 : 1er, mandat de 6 ans) | 1er (1947 : 1er, mandat de 6 ans) | 2e (1947 : 2e, mandat de 6 ans) | 2e (1947 : 2e, mandat de 6 ans) | Élection                      | 1er (1947 : 3e, mandat de 3 ans) | 1er (1947 : 3e, mandat de 3 ans) | 2e (1947 : 4e, mandat de 3 ans) | 2e (1947 : 4e, mandat de 3 ans) |
| --------------------------------- | --------------------------------- | ------------------------------- | ------------------------------- | ----------------------------- | -------------------------------- | -------------------------------- | ------------------------------- | ------------------------------- |
|                                   | Inokichi Chūma (ja) (Ind.)        |                                 | Kichinosuke Saigō (ja) (Ind.)   | 1947                          |                                  | Kizaemon Ueno (ja) (Ind.)        |                                 | Tadahiko Shimazu (ja) (Ind.)    |
|                                   | Kiichirō Maenosono (ja) (PD)      | 1947,                           | Kichinosuke Saigō (ja) (Ind.)   |                               | Yoshito Okamoto (ja) (Ind.)      |                                  |                                 | Tadahiko Shimazu (ja) (Ind.)    |
| 1950                              | Kiichirō Maenosono (ja) (PD)      |                                 | Kichinosuke Saigō (ja) (Ind.)   | Tadataka Sata (ja) (PSJ)      |                                  | Tadahiko Shimazu (PL)            |                                 |                                 |
|                                   | Kichinosuke Saigō (PL)            |                                 | Tomoharu Inoue (ja) (PL)        | Tadataka Sata (ja) (PSJ)      | 1953                             | Tadahiko Shimazu (PL)            |                                 |                                 |
| 1956                              | Kichinosuke Saigō (PL)            |                                 | Tomoharu Inoue (ja) (PL)        | Kaku Shigenari (ja) (PLD)     |                                  | Tadataka Sata (PSJ)              |                                 |                                 |
| ,1956                             | Kichinosuke Saigō (PL)            | Shigeho Tanaka (ja) (PLD)       | Tomoharu Inoue (ja) (PL)        |                               |                                  | Tadataka Sata (PSJ)              |                                 |                                 |
|                                   | Kichinosuke Saigō (PLD)           | Shigeho Tanaka (ja) (PLD)       |                                 | Keikichi Taniguchi (ja) (PLD) | 1959                             | Tadataka Sata (PSJ)              |                                 |                                 |
| 1962                              | Kichinosuke Saigō (PLD)           | Shigeho Tanaka (ja) (PLD)       |                                 | Keikichi Taniguchi (ja) (PLD) |                                  | Tadataka Sata (PSJ)              |                                 |                                 |
| 1965                              | Kichinosuke Saigō (PLD)           | Shigeho Tanaka (ja) (PLD)       |                                 | Keikichi Taniguchi (ja) (PLD) |                                  | Tadataka Sata (PSJ)              |                                 |                                 |
| 1968                              | Kichinosuke Saigō (PLD)           | Shigeho Tanaka (ja) (PLD)       |                                 | Keikichi Taniguchi (ja) (PLD) | Tameji Kawakami (ja) (PLD)       |                                  |                                 |                                 |
| Yoshifumi Shibatate (ja) (PLD)    |                                   | Shigeho Tanaka (ja) (PLD)       | Tetsuo Tsuruzono (ja) (PSJ)     | 1971                          | Tameji Kawakami (ja) (PLD)       |                                  |                                 |                                 |
| Yoshifumi Shibatate (ja) (PLD)    | 1974                              | Kichio Inoue (ja) (PLD)         | Tetsuo Tsuruzono (ja) (PSJ)     |                               | Wataru Kubo (PSJ)                |                                  |                                 |                                 |
| Sōji Sata (ja) (PLD)              | 1975,                             | Kichio Inoue (ja) (PLD)         | Tetsuo Tsuruzono (ja) (PSJ)     |                               | Wataru Kubo (PSJ)                |                                  |                                 |                                 |
| Saburō Kanemaru (ja) (PLD)        |                                   | Kichio Inoue (ja) (PLD)         | Takeo Tahara (ja) (Ind.)        | 1977                          | Wataru Kubo (PSJ)                |                                  |                                 |                                 |
| Saburō Kanemaru (ja) (PLD)        | 1980                              | Kichio Inoue (ja) (PLD)         | Takeo Tahara (ja) (Ind.)        |                               | Shinjirō Kawahara (ja) (PLD)     |                                  |                                 |                                 |
| Saburō Kanemaru (ja) (PLD)        |                                   | Kichio Inoue (ja) (PLD)         | Wataru Kubo (PSJ)               | 1983                          | Shinjirō Kawahara (ja) (PLD)     |                                  |                                 |                                 |
| Saburō Kanemaru (ja) (PLD)        | 1986                              | Kichio Inoue (ja) (PLD)         | Wataru Kubo (PSJ)               |                               | Shinjirō Kawahara (ja) (PLD)     |                                  |                                 |                                 |
| Kaname Kamada (ja) (PLD)          | 1989                              | Kichio Inoue (ja) (PLD)         | Wataru Kubo (PSJ)               |                               | Shinjirō Kawahara (ja) (PLD)     |                                  |                                 |                                 |
| Kaname Kamada (ja) (PLD)          | 1992                              | Kichio Inoue (ja) (PLD)         | Wataru Kubo (PSJ)               |                               | Kazuto Kamiyama (ja) (PSJ)       |                                  |                                 |                                 |
| Kaname Kamada (ja) (PLD)          | 1995                              | Kichio Inoue (ja) (PLD)         | Wataru Kubo (PSJ)               |                               | Kazuto Kamiyama (ja) (PSJ)       |                                  |                                 |                                 |
| Kaname Kamada (ja) (PLD)          | 1998                              | Hiroshi Moriyama (PLD)          | Wataru Kubo (PSJ)               |                               | Kichio Inoue (PLD)               |                                  |                                 |                                 |
| Yoshito Kajiya (ja) (PLD)         | –                                 | –                               | 2001                            |                               | Kichio Inoue (PLD)               |                                  |                                 |                                 |
| Yoshito Kajiya (ja) (PLD)         | –                                 | –                               | 2004                            | Tetsurō Nomura (PLD)          | –                                | –                                |                                 |                                 |
| Yoshito Kajiya (ja) (PLD)         | –                                 | –                               | 2007                            | Tetsurō Nomura (PLD)          | –                                | –                                |                                 |                                 |
| Yoshito Kajiya (ja) (PLD)         | –                                 | –                               | 2010                            | Tetsurō Nomura (PLD)          | –                                | –                                |                                 |                                 |
| Hidehisa Otsuji (ja) (PLD)        | –                                 | –                               | 2013                            | Tetsurō Nomura (PLD)          | –                                | –                                |                                 |                                 |
| Hidehisa Otsuji (ja) (PLD)        | –                                 | –                               | 2016                            | Tetsurō Nomura (PLD)          | –                                | –                                |                                 |                                 |
| Hidehisa Otsuji (ja) (PLD)        | –                                 | –                               | 2019                            | Tetsurō Nomura (PLD)          | –                                | –                                |                                 |                                 |
| Hidehisa Otsuji (ja) (PLD)        | –                                 | –                               | 2022                            | Tetsurō Nomura (PLD)          | –                                | –                                |                                 |                                 |
|                                   | –                                 | –                               | Tomomi Otsuji (ja) (Ind.)       | Tetsurō Nomura (PLD)          | –                                | –                                | 2025                            |                                 |